# Eunice borneensis
Eunice borneensis är en ringmaskart som först beskrevs av Grube 1878.  Eunice borneensis ingår i släktet Eunice och familjen Eunicidae. Inga underarter finns listade i Catalogue of Life.